# Христианский коммунизм
Христиа́нский коммуни́зм — политическое движение, разновидность религиозного коммунизма, основанная на христианской религии; политическая и теологическая теория, согласно которой основы коммунизма представлял ещё Иисус Христос, проповедуя своё учение как устройство идеального мира. Несмотря на то, что единой даты образования так называемого христианского коммунизма никто не называет, многие последователи этого движения убеждены, что его корни были заложены ещё во времена первых христиан и описаны в Деяниях святых апостолов. Отсюда следует, по мнению христианских коммунистов, что Апостолы были проповедниками не только самого христианства, но и христианского коммунизма.
Христианский коммунизм может расцениваться как радикальная форма христианского социализма: христианские коммунисты могут не соглашаться со многими положениями марксизма, в том числе и с антирелигиозными точками зрения многих марксистов, однако при этом они поддерживают экономические и экзистенциальные аспекты марксистской теории (в том числе и теорию об эксплуатации рабочего класса капиталистами, извлечении прибавочной  стоимости в форме прибыли и использовании наёмного труда как инструмента для человеческого отчуждения, что в совокупности способствует усилению произвола властей). Христианский коммунизм выступает за борьбу против капитализма и насаждаемых ими жадности, эгоизма и слепых амбиций, призывая человечество вернуться к таким ценностям, как милосердие, доброта и справедливость.
Христианские коммунисты разделяют некоторые из политических целей марксистов, в том числе и главную — установление социализма как пятого строя после капиталистического. Однако у них другой взгляд на способ организации нового общества. В целом христианский коммунизм развивается независимо от марксизма, совпадая с ним больше в выводах, но не предпосылках.

## История
Христианские коммунисты заимствовали многое из экономических и социальных пунктов идеологии марксизма для своего видения коммунизма.

## Цитирование Библии
Христианские коммунисты часто цитируют Деяния апостолов, главы 2 и 4 как доказательство того, что первые христиане жили в коммунистическом обществе. Так, о равенстве народов говорят следующие стихи:
|  | И все изумлялись и дивились, говоря между собою: сии говорящие не все ли Галилеяне? Как же мы слышим каждый собственное наречие, в котором родились. Парфяне, и Мидяне, и Еламиты, и жители Месопотамии, Иудеи и Каппадокии, Понта и Асии, Фригии и Памфилии, Египта и частей Ливии, прилежащих к Киринее, и пришедшие из Рима, Иудеи и прозелиты, критяне и аравитяне, слышим их нашими языками говорящих о великих [делах] Божиих?Деяния 2:7-11 |

В Деяниях также упоминается об отрицании частной собственности:
|  | У множества же уверовавших было одно сердце и одна душа; и никто ничего из имения своего не называл своим, но всё у них было общее.Деяния 4:32 |

## Символизм
Христианский коммунизм использует часто следующие символы:
- Серп, молот и крест — стилизованные серп и молот. На молот специально может накладываться латинский крест либо же использоваться вместо самого молота.
- Красный ихтис — ихтис (стилизованное изображение рыбы) на красном флаге.
- Красная хризма — хризма (стилизованное изображение букв Х и Р) на красном флаге.

## Критика

### Коммунизм или коммунализм?
Многие христиане, придерживающиеся различных политических убеждений, выступают против подобного словосочетания «христианский коммунизм», поскольку в таких странах, как СССР, Куба, КНР, Вьетнам и КНДР были гонения на верующих. Из этого, по мнению подобных людей, вытекает, что правильнее использовать выражение «христианский коммунализм». С другой стороны, иные христиане-коммунисты считают, что именно слово «коммунизм», а не «коммунализм» может отразить экономическую позицию данной идеологии. Они исходят из того, что в государствах социалистического лагеря была своя коммунистическая оппозиция (например, троцкисты), и поэтому отказ от использования слова «коммунизм» не раскроет суть этой оппозиции. Тем не менее, они считают, что «христианский коммунизм» может быть применим только к демократическим государствам, не придерживавшимся идеологии сталинизма или культа личности Сталина.

### Атеизм и коммунизм
Современный коммунизм, в том числе и христианский, основан на классическом марксизме, особенно на марксистских экономических убеждениях. В настоящее время почти нет коммунистов, не согласных с марксистской критикой капитализма (хотя не все полностью поддерживают марксизм). Тем не менее, в марксизме остаётся комплекс взглядов, которые освещают различные области человеческого знания и разделены между философией, социологией и экономикой. Одним из спорных вопросов является религия: её вопросы хотя не имеют отношения к марксистской социологии и экономике, но марксистская философия в основном стоит на позициях атеизма. Многие из деятелей марксизма (как христиане, так и нехристиане) считали, что философия Маркса и Энгельса и философия марксизма — совершенно разные вещи, поэтому их нельзя отождествлять. Так, Хосе Порфирио Миранда считал, что Маркс и Энгельс выступали против детерминированного материализма и с сочувствием относились к христианству и Священному Писанию, хотя и не признавали веру во что-то сверхъестественное.

### Путь к идеальному обществу
До сих пор нет единого ответа на вопрос, как можно добиться создания идеального общества с точки зрения коммунизма. Большая часть коммунистов выступают за установление общества путём крушения старого (то есть путём революции), но христианские коммунисты выступают против насилия и считают, что путём пассивного сопротивления или демократических выборов можно добиться того же результата с меньшими потерями. Христианские коммунисты также поддерживают национализацию средств производства, не считая это кражей и нарушением одной из десяти заповедей, поскольку сам старый строй — капитализм — с их точки зрения, уже является формой узаконенного воровства, когда капиталисты не выплачивают рабочим полную стоимость их труда. Ещё одной проблемой является масштаб социальных изменений: часть христианских коммунистов считает, что достаточно установить подобный строй на местном или региональном уровне, но не менять политику и экономику в масштабах всей страны.
Латиноамериканское отделение школы «Теология освобождения», согласно таким теологам, как Леонардо Бофф, основывает свои убеждения на том, что «благоразумие есть понимание ситуации радикального кризиса». Среди христианских коммунистов исторический материализм используется как элемент методологии анализа, при помощи которого определяется природа кризиса в вопросе как продукт политико-экономической динамики и условий, исходящих из труда, что называется как «способ производства времён позднего капитализма или империализма». В соответствии с этой частью Теологии освобождения для христианского коммунизма основная задача — определить, что это такое (в контексте «конкретного анализа конкретной социальной реальности»), чтобы подтвердить «подходящий выбор для бедных и угнетённых» в качестве праксиса (активная теория), «уходящий корнями в божественное учение Иисуса». Теология освобождения христианских коммунистов ведёт речь не о евангелизации, а об образовании «ортопраксиса» (этического действия, движения к свету путём совершения благих дел), который поможет всем понять Нагорную проповедь и начать борьбу против неоколониализма или позднего капитализма. Христианский коммунизм и Теология освобождения ставят «ортопраксис» выше «ортодоксии».
Иллюстрацию природы современной социальной борьбы можно представить при помощи материалистического анализа с использованием историографических концепций Карла Маркса. Примером служит парагвайское движение «Sin Tierra» (с исп. — «Без земли»), которое боролось за прямую конфискацию земель и образование обобществлённого сельскохозяйственного кооперативного производства в так называемых «посёлках» (исп. asentamientos). Современное движение следует тем же целям, которым следовали диггеры в эпоху Реформации. Для Камило Торреса, одного из основателей колумбийской Армии национального освобождения, развитие ортопраксиса заключалось в том, что христианские таинства могли совершать только те, кто участвовал в вооружённой борьбе против правительства.